# Ligne d'Arzew à Damesme
La ligne d'Arzew à Damesme est une ancienne ligne ferroviaire algérienne qui reliait Arzew à Damesme (actuelle Aïn El Bia) dans la région d'Oran, en Algérie.
Longue de 4,100 km, cette courte ligne est mise en service en 1879 lors de l'ouverture de la ligne d'Arzew à Saïda. En 1900, à la suite de l'ouverture de la liaison ferroviaire entre Oran et Damesme, la section d'Arzew à Damesme est soustraite de la ligne d'Arzew à Saïda et devient une antenne de la nouvelle ligne d'Oran à Béchar via Saïda. La ligne est fermée au cours des années 1980-1990.

## Histoire
Originellement, la gare d'Arzew était la gare de départ de la ligne d'Arzew à Saïda mise en service le 28 septembre 1879. Lors de l'ouverture de la ligne d'Oran à Damesme, le 11 octobre 1900, la gare d'Oran est devenue le point de départ de la ligne d'Oran à Saïda, via Damesme, transformant la section d'Arzew à Damesme en une antenne de la ligne Oran – Saïda,.
La ligne est fermée au cours des années 1980-1990.

## La ligne

### Caractéristiques
Longue de 4,100 km, c'est une voie unique à écartement étroit de 1 055 mm, à sa création en 1879 et jusqu'en 1958 où elle est transformée en voie normale (1 435 mm). Elle n'est pas électrifiée.

### Profil et tracé
La ligne présente un profil relativement plat. La gare de départ, Arzew, est située à une hauteur de 1,050 m, la gare de départ, Damesme, est située à une hauteur de 4,050 m.

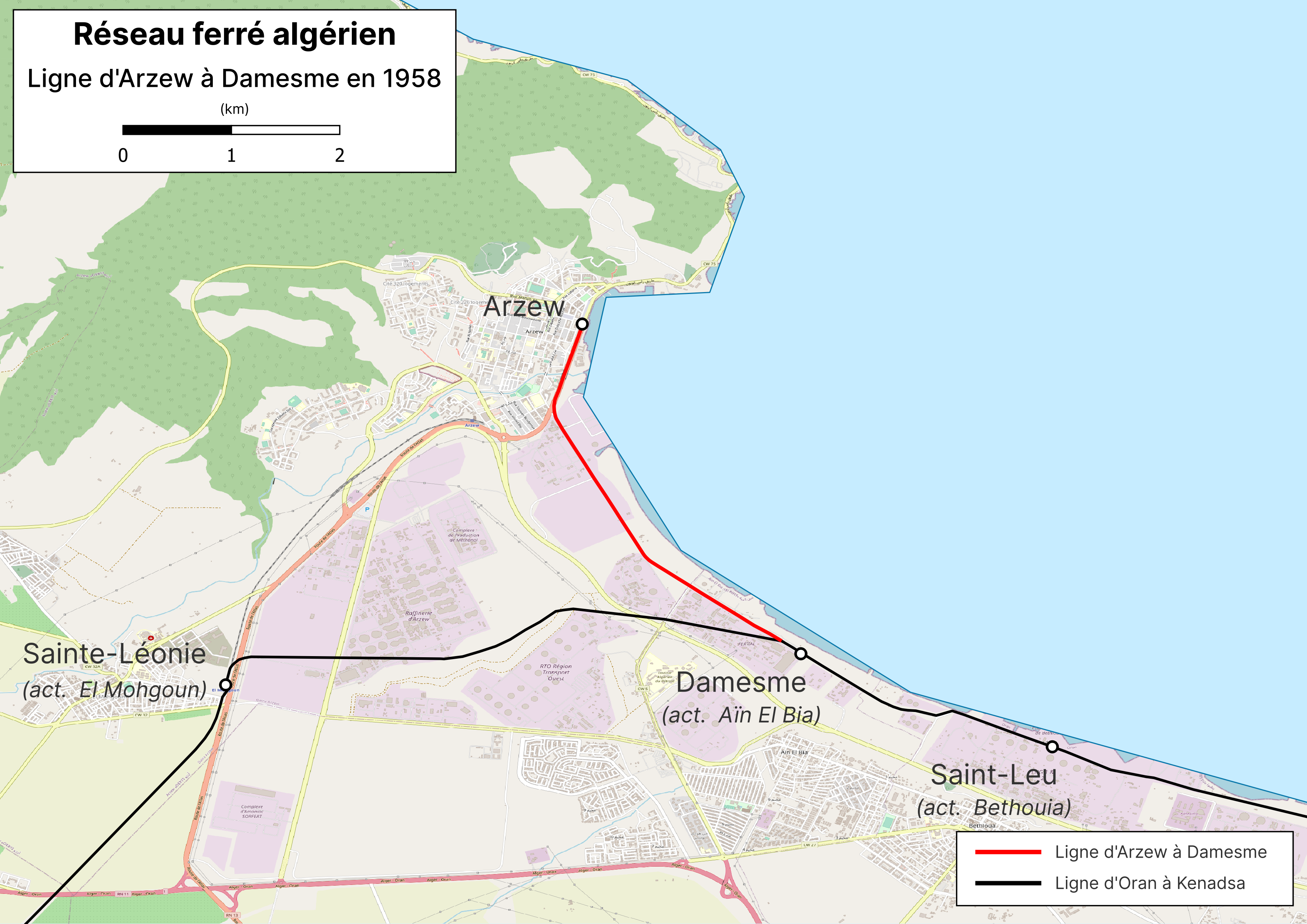
Tracé de la ligne.

## Gares de la ligne

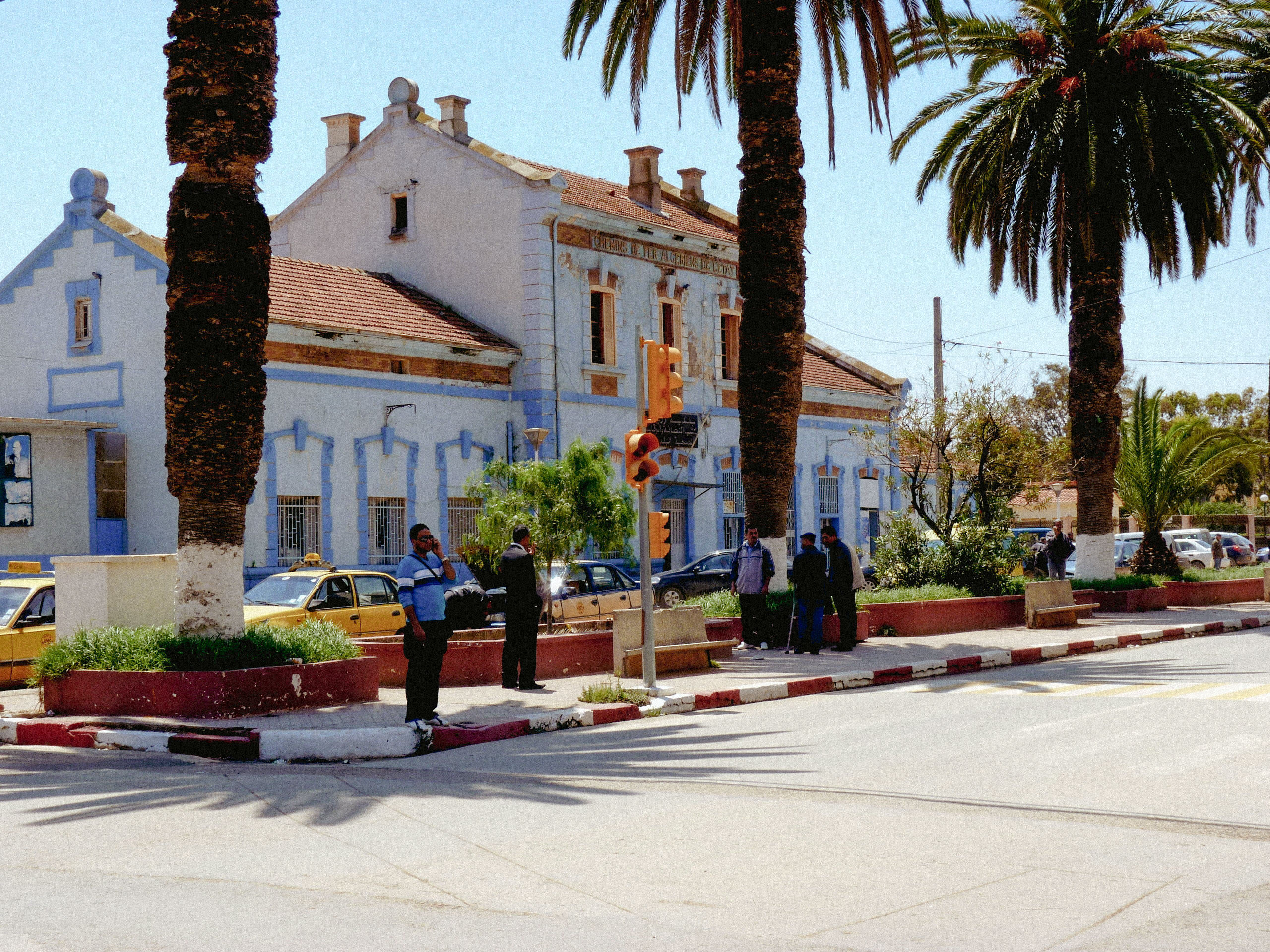
Le bâtiment voyageurs de l'ancienne gare d'Arzew en 2011.

| Gare    | Commune actuelle | PK       | Altitude |
| ------- | ---------------- | -------- | -------- |
| Arzew   | Arzew            | PK 0,000 | 1,050 m  |
| Damesme | Aïn El Bia       | PK 4,100 | 4,050 m  |